# Raková (Čadca)
Raková es un municipio del distrito de Čadca en la región de Žilina, Eslovaquia, con una población estimada a final del año 2024 de 5603 habitantes.
Se encuentra ubicado al noroeste de la región, cerca del curso alto del río Váh (cuenca hidrográfica del Danubio) y de la frontera con la República Checa y Polonia.

## Demografía
| Año        | 1994 | 2004    | 2014    | 2024    |
| ---------- | ---- | ------- | ------- | ------- |
| Población  | 4734 | 5120    | 5411    | 5603    |
| Diferencia |      | +8,15 % | +5,68 % | +3,54 % |

| Año        | 2023 | 2024    |
| ---------- | ---- | ------- |
| Población  | 5629 | 5603    |
| Diferencia |      | −0,46 % |